# قلعة السلع
قلعة السلع تقع إلى جنوب غرب من محافظة الطفيلة، بالأردن، على بعد 15 كم تقريباً، وتقع قرب قرية السلع التي تتصل معها بطريق زراعي شديد الانحدار حيث ترتفع عن سطح البحر 920 م وتتقابل مع بصيرا عاصمة الادوميين إلى الجهة الجنوبية الشرقية وتطل على وادي عربة غربا.

## وصف قلعة السلع
والقلعة ذات الأصل الأدومي عبارة عن هضية حادة التضاريس على شكل جبل من الصخر الرملي ذو اللون الوردي ويمكن الوصول اليها من الجهة الشرقية فقط عبر شق ضيق محفور في الصخر طوله ۱۷ م يعرف بالخندق أو السيق ينتهي بساحة مستوية نسبيا تؤدي إلى درج متعرج محفور في الصخر الرملي لمسافة 600 م صعودا إلى القلعة على قمة الجبل المنبسط نسبيا حيث تحيط بها الأودية العميقة من جميع الجهات
```
وتعد قلعة السلع من أكبر قلاع الأردن التي جاءت نتاج حضارة عربية ( ادومية نبطة ) امتدت من القرن التاسع من الميلاد وحتى القرن الثاني بعد الميلاد .
```

## مرافق القلعة
وتحتوي القلعة على قصور وكهوف ونماذج من الفن والنحت والعمارة وأنظمة مذهلة للري وأبراج للمراقبة بارتفاع يقارب "400" متر عن سطح البحر، وبمساحة تزيد على "100" دونم مربعة، ذات طريق واحد، صاعد على هيئة درج متعرج. وتقابل القلعة الموصولة بطريق منحدر من قرية السلع، والبعيدة زهاء عشرة كيلومترات عن مدينة الطفيلة. وتضم حوالي 340 بئر للماء وتجمعا للماء، ومجموعة من الكهوف التي مازالت تستعمل من قبل الرعاة الذين يلجؤون أليها في فصل الشتاء والربيع في الوقت الحاضر .

## النصب
هو لوحة محفورة على واجهة صخرية شديدة الانحدار ترتفع عن أرضية القلعة أكثر من 100م. تشبه صور. الملك نابونئيد آخر ملوك بابل إلى حد بعيد، وتم اكتشافه عام ١٩٩٢ من قبل د.حمد القطامين في تيماء، وهو الآن بمتحف اللوفر في باريس، حيث يعد النقش وثيقة تاريخية نادرة، لقراءة تاريخ المنطقة وصلة البابلين فيها.

## اهتمام وزارة السياحة والآثار في القلعة
قامت دائرة الآثار العامة ممثلة بمديرية آثار الطفيلة في السنوات السابقة بتسهيل وتحسين مسارات الزوار المؤدية إلى القلعة وعمل أدراج حجرية بدل الأدراج المنحوته المتآكلة وتنظيف لعدد كبير من الآبار والسدود واقنية المياه وترميم بعض المعالم الأثرية فيها.